# اورک (موجود تخیلی)

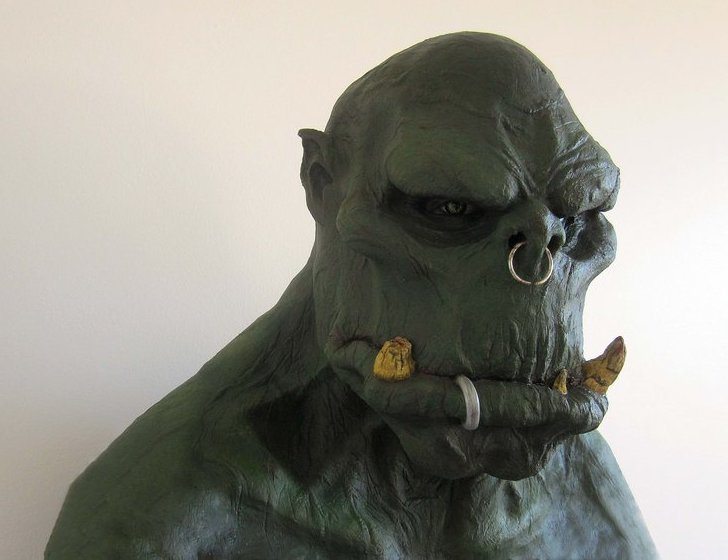
تصویری از یک اورک از Warhammer Fantasy

اورک (یا ارک) ‎/ɔːrk/‎ (انگلیسی: Orc یا Ork)  یک هیولای انسان‌نمای خیالی مانند یک گابلین است. اورک‌ها توسط نوشته های فانتزی جی. آر. آر. تالکین، به ویژه ارباب حلقه‌ها، وارد استفاده مدرن شدند. در آثار تالکین، اورک‌ها نژادی بی‌رحم، تهاجمی، زشت و بدخواه از هیولاها هستند که در تضاد با الف‌های خیرخواه و در خدمت به یک قدرت شیطانی هستند، هرچند که در حس انسانی اخلاق مشترک هستند. در میان چندین داستان که تا حدودی متناقض هستند، پیشنهادی وجود دارد که آنها یک نژاد فاسد از الف‌ها هستند.
هیولاهای اساطیری با نام‌هایی شبیه به "اورک" را می‌توان در شعر انگلیسی باستان بیوولف، در اشعار عصر جدید اولیه، و در داستان‌های عامیانه و افسانه‌های اروپای شمالی یافت. تالکین اظهار داشت که این نام را از بیوولف گرفته است. اورک در فهرست موجودات خیالی در دو رمان اواسط دههٔ 1860 چارلز کینگزلی ظاهر می‌شود.
مفهوم تالکین از اورک‌ها در داستان‌های تخیلی نویسندگان دیگر و در بازی‌های ژانرهای مختلف مانند سیاه‌چال‌ها و اژدهایان، سحر و جادو: گردهمایی و وارکرفت اقتباس شده‌است.

## ریشه‌یابی

### انگلیسی باستان

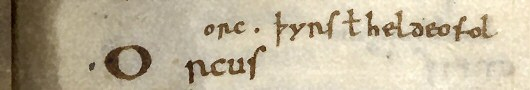
Orcus لاتین به عنوان انگلیسی باستان "Orc, þyrs ꝉ hel-deofol" ("گابلین، شبح، یا شیطان جهنمی") در واژه‌نامه‌های قرن دهم کلئوپاترا تفسیر شده‌است.

کلمه لاتین Orcus به عنوان "Orc, þyrs, oððe hel-deofol" ("گابلین، شبح، یا شیطان جهنمی") در واژه‌نامه‌های انگلیسی باستان قرن دهم کلئوپاترا تفسیر شده‌است، که توماس رایت درباره آن نوشت، «اورکوس نام پلوتون، خدای مناطق جهنمی بود، از این رو می‌توانیم به راحتی معنای hel-deofol را بفهمیم. اورک، در آنگلوساکسون، مانند ثرز، به معنای شبح، یا گابلین است». فرهنگ لغت زبان هلندی ork را در زبان هلندی باستان که به هم بسیار  نزدیک و مرتبط اند به عنوان هیولای verslindend ("هیولا بلعنده") تعریف می‌کند، و به nork ("آدم متعصب، کج‌خلق، شرور") به عنوان یک ریشهٔ احتمالی در هلندی باستان اشاره می‌کند.
این اصطلاح فقط یک بار در بیوولف به عنوان ترکیب جمع orcneas، یکی از قبیله‌هایی که در کنار الف‌ها و اتین‌ها (غول‌ها) توسط خداوند محکوم شده‌اند، استفاده می‌شود:
| þanon untydras ealle onwocon eotenas ond ylfe ond orcneas swylce gigantas þa wið gode wunnon lange þrage he him ðæs lean forgeald —Beowulf, Fitt I, vv. 111–14 | از آن جا همه فرزندان بد متولد شدند، غول‌ها و الف‌ها و ارواح شیطانی —همچنین غول‌ها، که مدت‌ها با خدا جنگیدند، که سزای آن‌ها را به آن‌ها داد —جان آر. کلارک هال, tr. (1901) |  |

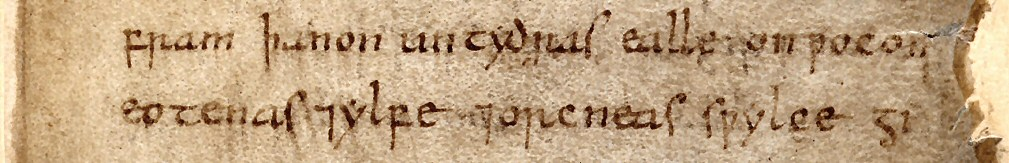
eotenas و ylfe و orcneas های بیوولف، "غول‌ها و الف‌ها و اجساد شیطانی"، الهام‌بخش تالکین برای ایجاد اورک‌ها و نژادهای دیگر

Orcneas در بالا به "ارواح شیطانی" ترجمه شده‌است، اما معنای آن نامشخص است. کلیبر پیشنهاد کرد که از orc < L. orcus  "جهان زیرین" + neas "اجساد" تشکیل شده است، که ترجمهٔ "ارواح شیطانی" نتوانست عدالت را در مورد آن رعایت کند. به طور کلی فرض بر این است که حاوی یک عنصر né-، همزاد با naus گوتی و nár نورس باستان، هر دو به معنای 'جسد' باشد. کلمه رایج انگلیسی باستان برای جسد líc است، اما né- در nebbed 'تخت جسد' ظاهر می‌شود، و در dryhtné 'جسد مرده یک جنگجو'، جایی که dryht یک واحد نظامی است. اگر قرار است orcné* به عنوان orcus 'جسد' تفسیر شود، معنی ممکن است "جسد از Orcus (به معنی جهان زیرین)" باشد، یا "جسد شیطانی"، که به عنوان نوعی هیولای مرده متحرک شناخته می شود.

### جدید اولیه
از هیولایی به نام Orcus در کتاب ملکه پریان ۱۵۹۰ اثر ادموند اسپنسر نام برده شده‌است. فرهنگ انگلیسی آکسفورد یک orke عصر جدید اولیه را، به معنی "Ogre" ثبت کرده‌است، در افسانهٔ ۱۶۵۶ دون زارا دل فوگو نوشتهٔ ساموئل هلند، یک پاستیش از عاشقانه‌های اسپانیایی مانند دن کیشوت.
فرض بر این است که 'orke'/'ogre' از طریق افسانه‌های قاره‌ای به انگلیسی آمده‌است، به ویژه از نویسندهٔ فرانسوی قرن هفدهم، شارل پرو، که بیشتر داستان‌های خود را به عاریت گرفت و "ogre" خود را از نویسندگان ایتالیایی قرن شانزدهم، جیوانی فرانچسکو استراپارولا (معتبر با معرفی فرم ادبی قصهٔ پریان) و جیامباتیستا باسیل، که به گویش ناپلی می‌نوشت و اظهار داشت که در حال انتقال داستان‌های شفاهی از منطقه خود است، توسعه داد. باسیل در داستان‌ها از huorco ،huerco یا uerco، شکل ناپلی از orco ایتالیایی، ت.ت. 'Ogre'، برای توصیف یک جانور بزرگ، پشمالو، عاج دار و آدم‌نما که می‌توانست صحبت کند، در یک جنگل یا باغ تاریک زندگی می کرد و ممکن بود انسان ها را بگیرد و بخورد، استفاده می‌کرد.

### قرن نوزدهم
این احتمال وجود دارد که تالکین تحت تأثیر منابع جدیدتر بوده‌باشد. "اورک" در یکی از فهرست‌هایی از موجودات خیالی در کتاب The Water-Babies, A Fairy Tale for a Land Baby سال ۱۸۶۳ و کتاب Hereward the Wake سال ۱۸۶۵ چارلز کینگزلی، ظاهر می‌شود. تالکین احتمالاً دومی را خوانده‌است زیرا از اصطلاحات نادری مانند "horse-boy" استفاده می‌کند که در آن کتاب یافت می‌شود.